# Oxímetre
|  | No s'ha de confondre amb pulsioxímetre. |

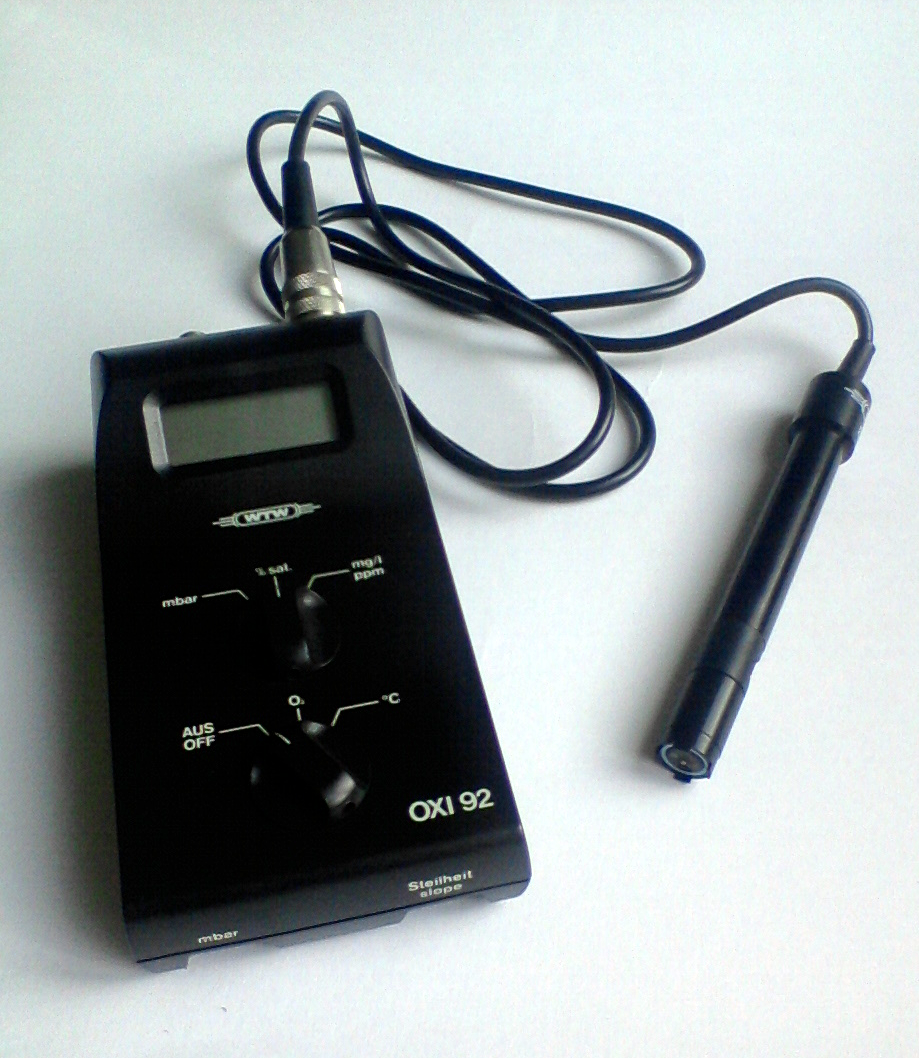
Oxímetre

Un oxímetre és un aparell que s'empra per determinar la concentració d'oxigen en una dissolució aquosa.
En els oxímetres més comuns el sensor de l'oxigen consta d'un ànode o elèctrode de referència (normalment d'argent) i un càtode, o elèctrode de treball (d'or o, menys habitualment, de platí) situats a l'interior d'un cilindre buit que conté una dissolució electrolítica de clorur de potassi, KCl, i està tancat per una membrana de tefló permeable a l'oxigen. Aquest elèctrode de treball s'anomena elèctrode de Clark perquè fou dissenyat pel bioquímic nord-americà Leland C. Clark Jr. (1918–2005).
En submergir el sensor dins una mostra d'aigua, l'oxigen que conté dissolt travessa la membrana; en el càtode es produeix una reducció de les molècules d'oxigen, O₂, a anions hidroxil, OH-:
En l'ànode es produeix la semireacció d'oxidació que proporciona els quatre electrons:
Aquesta reacció electroquímica produeix un corrent elèctric entre l'ànode i el càtode la qual intensitat depèn de l'arribada d'oxigen al càtode, que a la vegada és funció del gradient de concentració d'oxigen dissolt entre les dues cares de la membrana, que a la vegada depèn únicament de la concentració de la cara externa (ja que el càtode consumeix l'oxigen que li arriba). Per això la intensitat és directament proporcional a la concentració d'oxigen de l'aigua problema. Aquesta mesura es transforma automàticament en concentració d'oxigen en percentatge respecte a la saturació o en altres tipus d'unitats.
La determinació de la concentració d'oxigen en l'aigua té interès en estudis oceanogràfics i en estudis que precisen determinar taxes de fotosíntesi o metabolisme.